# Kiyou Shimizu
Kiyou Shimizu (清水希容, Shimizu Kiyō; Osaka, 7 de dezembro de 1993) é uma carateca japonesa, medalhista olímpica.

## Carreira
Formada na Universidade Kansai, Shimizu conquistou a medalha de bronze nos Jogos Olímpicos de Verão de 2020 em Tóquio, após confronto na final contra a espanhola Sandra Sánchez na modalidade kata feminina. Ela também conquistou duas medalhas de ouro no Campeonato Mundial de Caratê e duas vezes nos Jogos Asiáticos.